# Sorare

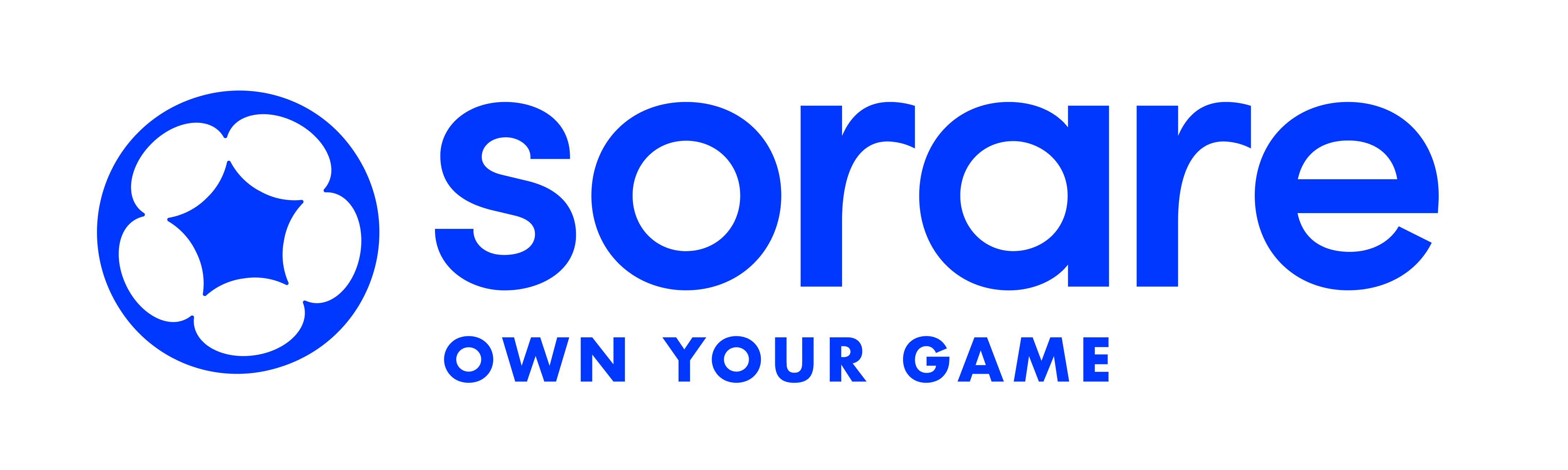
Das Logo von Sorare

Sorare ist ein Fantasy-Manager-Spiel, bei dem Spieler ein virtuelles Team mit digitalen Spielerkarten kaufen, verkaufen, handeln und verwalten können. Das Spiel nutzt Blockchain-Technologie auf Basis von Ethereum und wurde 2018 von Nicolas Julia und Adrien Montfort entwickelt. Es handelt sich um einen blockchainbasierten Fußballmanager, der die Möglichkeit bietet, ein eigenes Fantasy-Fußballteam aufzubauen und in unterschiedlichen Wettbewerben weltweit gegen andere Spieler, aber auf Wunsch auch in einer eigenen privaten Liga, gegeneinander anzutreten.

## Grundprinzip
Die Spieler stellen als Manager virtuelle Teams mithilfe der bereits gesammelten Spielkarten zusammen. Die Teams werden auf Grundlage der Leistung ihrer Spieler im realen Spiel eingestuft und erhalten so Punkte, genau wie bei traditionellen Fantasy-Manager-Spielen. Die Karten sind lizenzierte, digitale Sammlerstücke. Durch den Einsatz der Blockchain-Technologie haben die digitalen Karten eine nachweisbare Seltenheit. Im Falle der Nichtverlängerung der Lizenz durch den jeweiligen Sportverband bzw. Verein, dem ein Spieler angehört, ist die jeweilige Karte des Spielers schlagartig nicht mehr spielbar. Damit einher geht meist auch ein absoluter Wertverlust. Auch wenn ein Spieler in eine nicht lizenzierte Liga wechselt oder absteigt, ist die Karte bis auf weiteres nicht mehr nutzbar. Dennoch sind alle Spielerkarten, die man kauft, einzigartig und im eigenen Besitz dank der Speicherung auf der Ethereum-Blockchain. Jede Spielkarte ist demnach ein eigener NFT. Dadurch erhält man die volle Kontrolle und Eigentumsrechte an den digitalen Karten.

## Spielkarten und Spielsystem
Sorare endet nicht am Ende der Saison und auch die Spieler bzw. Sammelkarten können in der nächsten Saison weiter verwendet werden, auch wenn der Spieler beispielsweise den Verein wechselt. Innerhalb von Sorare sind mehrere Wettbewerbskategorien spielbar. Diese unterscheiden sich im Wesentlichen durch die Kategorie der Karten, die im jeweiligen Wettbewerb genutzt werden können. Folgende Kartenkategorien sind verfügbar:
| Kategorie  | Farbe     | Kartenausgabe pro Saison |
| ---------- | --------- | ------------------------ |
| Common     | weiß/grau | unbegrenzt               |
| Limited    | gelb/gold | pro Spieler 1000 Karten  |
| Rare       | rot       | pro Spieler 100 Karten   |
| Super Rare | blau      | pro Spieler 10 Karten    |
| Unique     | schwarz   | pro Spieler eine Karte   |

Während Sorare kostenlos gespielt werden kann, indem man ausschließlich die Wettbewerbe spielst, in denen nur Common Cards erlaubt sind, sieht es bei den anderen Karten anders aus. Mit den Limited Cards wurde der Markt Mitte 2021 für eine breitere Masse geöffnet, da es aktuell bereits Karten für unter einen Euro gibt. Die Limited Cards sind die Karten, mit denen mit Abstand am meisten gehandelt und gespielt wird.
Rare Cards sind die roten Karten, die sich ebenfalls großer Beliebtheit erfreuen. Da es Rare Cards von jedem Spieler nur max. 100-mal im Jahr gibt, sind diese deutlich seltener und auch teurer als die Limited Cards, von denen es jährlich bis zu 1000 Karten gibt. Zusätzlich gibt es in den unterschiedlichen Wettbewerben für Rare Cards höhere Belohnungen zu gewinnen. Die nächsthöhere Kartenkategorie sind die blauen Super Rare Cards. Die letzte Kartenkategorie sind Unique Cards. Wie der Name bereits erahnen lässt, sind diese einzigartig und je Spieler gibt es pro Saison nur eine Karte, die geprägt (geminted) wird. Auch wenn es die gleiche Anzahl an Wettbewerben wie bei Super Rare Cards gibt, ist der Markt und Wettbewerb noch kleiner, da die Preise für eine Karte meist im 4-stelligen Bereich beginnen.

## Technischer Hintergrund
Sorare arbeitet auf dem Blockchain-Netzwerk, auf welchem Ethereum basiert, um das Eigentum und die Verteilung der Karten zu sichern. Das Kontingent an Karten ist begrenzt und die Karten können nicht verändert, dupliziert oder gelöscht werden. Jede Spielerkarte wird als nicht-fungibler Token (NFT) unter Verwendung des ERC-721 Token-Standards auf Ethereum dargestellt. Jede Spielerkarte ist einzigartig und befindet sich im persönlichen Besitz des Spielers, der durch die Blockchain validiert wird, sodass ihr Wert je nach Marktlage steigen oder fallen kann. Die Lizenzpartnerschaften, die Sorare mit Ligen und Vereinen eingeht, ermöglichen es den Sorare-Karten, das offizielle Branding mit Spielerfotos und Spielernamen der Saison zu nutzen.

## Geschichte und Entwicklung
Das französische Unternehmen Sorare SAS wurde 2018 gegründet. Im Mai 2019 gab das Unternehmen eine Pre-Seed-Runde in Höhe von 550.000 € bekannt, an der auch der Technologieunternehmer Xavier Niel beteiligt war. Im Juli 2020 sammelte das Unternehmen 4 Millionen US-Dollar, unter anderem durch den deutschen Fußball-Weltmeister André Schürrle, sowie Unterstützung von UbiSoft, E-Venture, Partech und Consensys. Sorare kann einige Größen der Sportwelt zu seinen Partnern zählen. So sind zum Beispiel Antoine Griezmann und Serena Williams Teil des Advisory Boards des Unternehmens. Seit Veröffentlichung des Spiels arbeitet Sorare dauerhaft am Ausbau des bestehenden Portfolios an spielbaren Fußballern, Fußballmannschaften und Ligen. Im Mai 2022 verkündete Sorare, fortan offizieller NFT-Partner der Major League Baseball zu sein und im Sommer desselben Jahres ein Fantasy-Manager-Spiel für Baseballmannschaften zu veröffentlichen. Der Rollout erfolgte am 19. Juli 2022. Im September 2022 erfolgte zusätzlich die Einführung des Fantasy-Manager-Spiels für Basketballmannschaften. Hierfür hat sich Sorare mit der NBA sowie der NBPA zusammengetan.